# سيليكون نايتس
سيليكون نايتس (بالإنجليزية: Silicon Knights)‏ ، هي شركة كندية لتطوير وإنتاج ألعاب الفيديو سابقاً، أسست سنة 1992م وأعلنت إفلاسها رسمياً سنة 2014م، أنتجت عدة ألعاب ومنها لعبة ميتل جير سوليد : ذا توين سنيك ، كما دعمت لتشغل البرامج الترفيهية الإلكترونية والتي منها مايكروسوفت ويندوز وبلاي ستيشن .